# Al Iaquinta
Alexander Jay Iaquinta, född 30 april 1987 i Wantagh, är en amerikansk MMA-utövare som sedan 2012 tävlar i organisationen Ultimate Fighting Championship.

## Tävlingsfacit
| Resultat | Facit  | Motståndare         | Metod                                 | Evenemang                             | Datum            | Rond | Tid  | Plats         | Notering               |
| -------- | ------ | ------------------- | ------------------------------------- | ------------------------------------- | ---------------- | ---- | ---- | ------------- | ---------------------- |
| Förlust  | 14–6–1 | Dan Hooker          | Domslut (enhälligt)                   | UFC 243                               | 5 oktober 2019   | 3    | 5:00 | Melbourne     |                        |
| Förlust  | 14–5–1 | Donald Cerrone      | Domslut (enhälligt)                   | UFC Fight Night: Iaquinta vs. Cowboy  | 4 maj 2019       | 5    | 5:00 | Ottawa        |                        |
| Vinst    | 14–4–1 | Kevin Lee           | Domslut (enhälligt)                   | UFC on Fox: Lee vs. Iaquinta 2        | 15 december 2018 | 5    | 5:00 | Milwaukee, WI |                        |
| Förlust  | 13–4–1 | Chabib Nurmagomedov | Domslut (enhälligt)                   | UFC 223                               | 7 april 2018     | 5    | 5:00 | New York      | Titelmatch i lättvikt. |
| Vinst    | 13–3–1 | Diego Sanchez       | KO (slag)                             | UFC Fight Night: Swanson vs. Lobov    | 22 april 2017    | 1    | 1:38 | Nashville     |                        |
| Vinst    | 12–3–1 | Jorge Masvidal      | Domslut (delat)                       | UFC Fight Night: Mendes vs. Lamas     | 4 april 2015     | 3    | 5:00 | Fairfax       |                        |
| Vinst    | 11–3–1 | Joe Lauzon          | TKO (slag)                            | UFC 183                               | 31 januari 2015  | 2    | 3:34 | Las Vegas     |                        |
| Vinst    | 10–3–1 | Ross Pearson        | TKO (slag)                            | UFC Fight Night: Rockhold vs. Bisping | 7 november 2014  | 2    | 1:39 | Sydney        |                        |
| Vinst    | 9–3–1  | Rodrigo Damm        | TKO (slag och armbågar)               | UFC Fight Night: Jacaré vs. Mousasi   | 5 september 2014 | 3    | 2:26 | Mashantucket  |                        |
| Förlust  | 8–3–1  | Mitch Clarke        | Teknisk submission (D’Arce choke)     | UFC 173                               | 24 maj 2014      | 2    | 0:57 | Las Vegas     |                        |
| Vinst    | 8–2–1  | Kevin Lee           | Domslut (enhälligt)                   | UFC 169                               | 1 februari 2014  | 3    | 5:00 | Newark        |                        |
| Vinst    | 7–2–1  | Piotr Hallmann      | Domslut (enhälligt)                   | UFC Fight Night: Machida vs. Munoz    | 26 oktober 2013  | 3    | 5:00 | Manchester    |                        |
| Vinst    | 6–2–1  | Ryan Couture        | Domslut (enhälligt)                   | UFC 164                               | 31 augusti 2013  | 3    | 5:00 | Milwaukee     |                        |
| Förlust  | 5–2–1  | Michael Chiesa      | Teknisk submission (rear-naked choke) | The Ultimate Fighter 15 Finale        | 1 juni 2012      | 1    | 2:47 | Las Vegas     | Debut i UFC.           |
| Förlust  | 5–1–1  | Pat Audinwood       | Submission (armbar)                   | Ring of Combat 38                     | 18 november 2011 | 1    | 2:06 | Atlantic City |                        |
| Vinst    | 5–0–1  | Gabriel Miglioli    | TKO (slag)                            | Ring of Combat 37                     | 9 september 2011 | 1    | 0:26 | Atlantic City |                        |
| Vinst    | 4–0–1  | Gabriel Miglioli    | Domslut (delat)                       | Ring of Combat 36                     | 17 juni 2011     | 3    | 4:00 | Atlantic City |                        |
| Vinst    | 3–0–1  | Joshua Key          | TKO (slag)                            | Ring of Combat 27                     | 20 november 2009 | 1    | 1:47 | Atlantic City |                        |
| Vinst    | 2–0–1  | Tim Sylvester       | KO (slag)                             | Ring of Combat 25                     | 12 juni 2009     | 1    | 0:15 | Atlantic City |                        |
| Oavgjort | 1–0–1  | Will Martinez       | Oavgjort (enhälligt)                  | Ring of Combat 24                     | 17 april 2009    | 3    | 4:00 | Atlantic City |                        |
| Vinst    | 1–0    | Mervin Rodriguez    | Submission (anaconda choke)           | Ring of Combat 23                     | 20 februari 2009 | 1    | 1:15 | Atlantic City |                        |